# Campodea staphylinus
Campodea staphylinus är en urinsektsart som beskrevs av John Obadiah Westwood 1852. Campodea staphylinus ingår i släktet Campodea och familjen Campodeidae. Arten är reproducerande i Sverige. Inga underarter finns listade.